# Русь (Острудский повет)
Русь (пол. Ruś, нем. Reussen) — деревня в Польше, находятся в Острудском повяте Варминьско-Мазурского воеводства, относится к гмине Моронг. Близ деревни расположено Русское озеро системы озёр Илавского поозерья.
В 1975—1998 годы административно относилась к Ольштынскому воеводству. Деревня упоминается в документах с 1344 года. Оригинальное название Руше-Готсвальд (нем. Rusche Gotswald) происходит, вероятно, от осевших здесь русинов. В современной Польше есть ещё две деревни с таким же названием: Русь — в Ольштынском повяте Варминьско-Мазурского воеводства, относится к гмине Ставигуда и Русь — в Ломжинский повяте Подляского воеводства, относится к гмине Визна.
В 1782 году, в деревне было 20 домов, а в 1858 году — в 49 домашних хозяйств было 307 жителей. В 1937—1939 годах проживало 545 жителей. В 1973 году деревня относилась к Моронгскому повяту, гмина Мораг, почтовое отделение Жаби-Руг.